# اتفاقية حراسة الآلات 1963
اتفاقية حراسة الآلات 1963 (بالإنجليزية: Guarding of Machinery Convention, 1963) هي إحدى اتفاقيات منظمة العمل الدولية. تأسست عام 1963، مع ديباجتها: بعد أن قرر اعتماد بعض المقترحات فيما يتعلق بحظر بيع واستئجار واستخدام الآلات غير الخاضعة للحراسة الكافية.

## تصديقات
اعتبارًا من عام 2013، تم التصديق على الاتفاقية من قبل 52 دولة.